# バインダー (文房具)

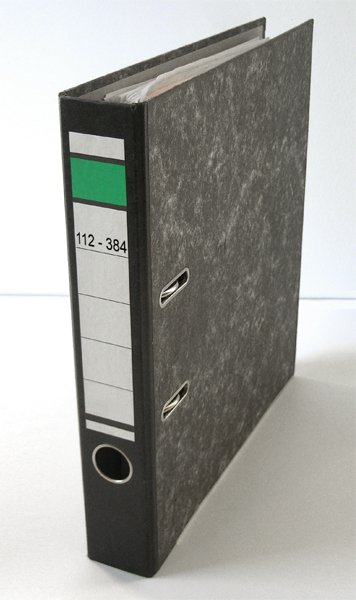
閉じた状態のバインダー

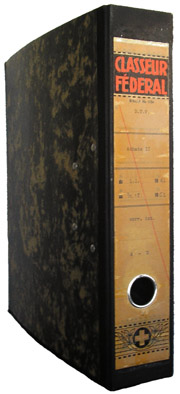
1908年製のスイスの「フェデラルバインダー」(32 × 28 × 7 cm)

バインダー（英: binder）は、主として未記録の用紙を挿入して記録するための文房具（とじ具付き表紙）。なお、ファイルは主に記録済みの文書（伝票や書類等）を綴じて整理・保管するための文房具として一応区別される。バインダー自身は普通は金属リングのついたプラスチックから作られる。初期の設計は1890年代初頭から1900年代初頭に特許がとられている。

## 歴史
ドイツ人のFriedrich Soenneckenが1886年にボンでバインダーを発明した。1886年11月14日にはPapierlocher für Sammelmappen（フォルダのための紙の穴あけ機）の特許を登録している。Leitzの創設者であるドイツのLouis Leitzは、のちにシュツットガルト=フォイアバッハでバインダーの発展において重要となるいくつかの変更を加えた。Leitzは込み入った棚から取り出すのを楽にするためにバインダーの側面に「指の穴」を導入した。
バインダーの他の設計は1889年にスウェーデン、ヘルシンボリのAndreas Tengwallにより発明され、1890年に「トリオバインダー」の名前で特許取得された。この名前はTengwallのビジネスコンソーシアムと2人の同僚に由来している。Tengwallのデザインは2セットで4つのリングを使用する。Tengwallのトリオバインダーの穴の配置はtriohålningという名前でスウェーデンでの穴あけのデファクトスタンダードとして現在でも使用されている。これらの穴はそれぞれ21ミリメートル (0.83 in), 70ミリメートル (2.8 in), 21ミリメートル (0.83 in)離れている。(この記事では、ロンドンのEarly Office Museumの学芸員によると、リングがついたバインダーの最初の特許は1859年に2リングバインダーとして提出されたようである。数年後、3リングバインダーがアメリカで標準となり、Dリングバインダーは1940年代または1950年代になるまで市場に出ることはなかった）
William P. Pittは1904年12月20日に番号778070の3リングのバインダーの特許を取得した。これはアメリカで標準となった。北アメリカのデファクトスタンダードでは穴の間の距離は4.25インチ (108 mm) である。

## 形式
バインダーには主にルーズリーフや伝票など綴じ穴のある用紙を装着して筆記や記録を行う。
ほとんどのバインダーカバーはハードカバーの本のように3つの部分から作られているが、多くのスタイルで作られている。材料も幅広い。ビニールバインダーの中には、外側に表紙用に透明なポケットを持つものもあり、多くはルーズ紙や名刺、コンパクトディスクなどのためのポケットを内側カバーに持っている。ジッパーがついたバインダーもあり、バインダーを詰めて紙が落ちないようにすることができる。より強力に保護するためにそれに対応するスリップケースに保管されるバインダーもある（各バインダーごとに1つのスリップケース、もしくは複数のバインダーを保持するスリップケースを使用する）。
紙シートをポリプロピレンのシートプロテクタに挿入することもできる。シートプロテクタには既に穴があけられているので、文書を元のまま保存したりしわをなくすことができる。

### MPバインダー
多穴式で円弧状のくしが用紙を通る構造のバインダーをいう。MPバインダーにはマルチプロングバインダーのほか背メタルバインダーがある。

### リングバインダー
分割された半円状のくしを中央で合わせる構造になっているバインダーをいう。
リングバインダーの形式にはX式、平てこ式、立ててこ式、てこなしなどの種類がある。リングバインダーにはレバーアーチ機構をもつものもある。レバーアーチシステムは、大量の紙を小さく持ち運びが簡単なフォルダに入れたいときに便利である。
紙などは円形やD字型のリテイナーにより保持されつなげられる。リングの種類には真円型、楕円型、D型、変形D型、角型がある。リングバインダーの綴じ厚さはリングの内径にあたる。

### その他の種類
MPバインダーやリングバインダー以外のバインダーには、コガネ式、スライド式、横開き式などがある。

## サイズ
ISOの規格では2つの穴は80ミリメートル (3.1 in) 離れている（ISO 838による）。4穴のものはISOの規格はない。穴の間の距離は80ミリメートル (3.1 in)である。
カナダとアメリカで最も一般的なタイプはレターサイズ(8+1⁄2 インチ × 11インチ)用の3リングのものである。標準の8+1⁄2 インチ × 11インチの用紙には 4+1⁄4インチ(107.95 mm)の間隔であけられた3つの穴がある。"Ledger"サイズのバインダーは11×17インチ（28×43cm）の紙が入り、標準である3つのリングもしくはそれより多くのリングを使っている。
一般的な紙の端と穴の中心までの距離は0.5インチ (13 mm)であり、北米で使われているものの穴の直径は0.25インチ (6.4 mm)から0.31インチ (7.9 mm)である。
穴についての公式およびデファクトスタンダードのより広範な情報はパンチの記事で見ることができる。
Filofax、FranklinCovey、Day-Timer®など多くのシステム手帳や覚書では、6,7穴のシステムを使用している。ほとんどのシステムではバインダーを開いたときに紙の左側にリングがあるが、クリップボードを思い出させる紙の上端にリングを持つ（バインダーカバーで隠されている）ものもある。

## ギャラリー

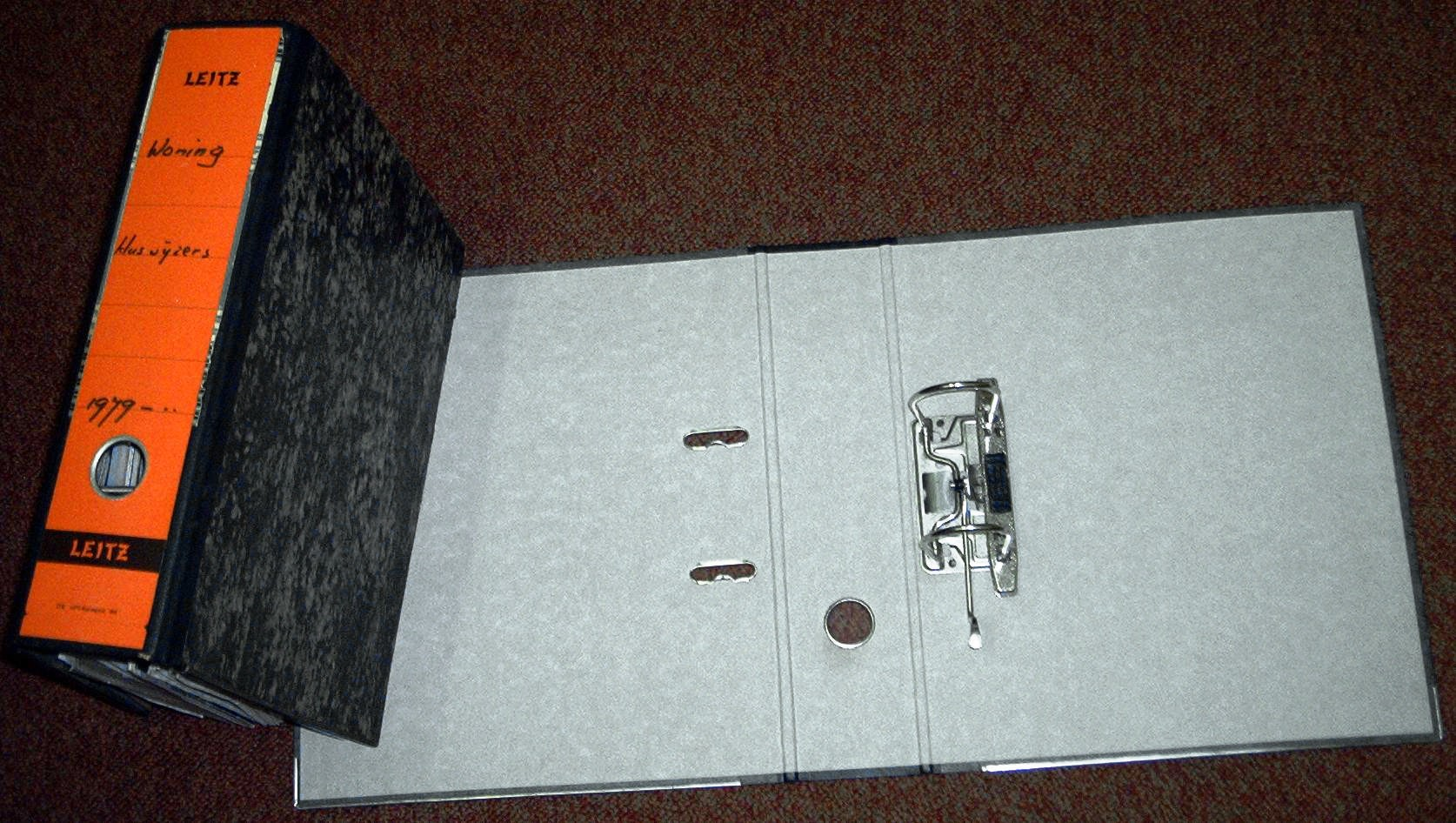
2穴バインダー。開いた状態（右）と閉めた状態（左）
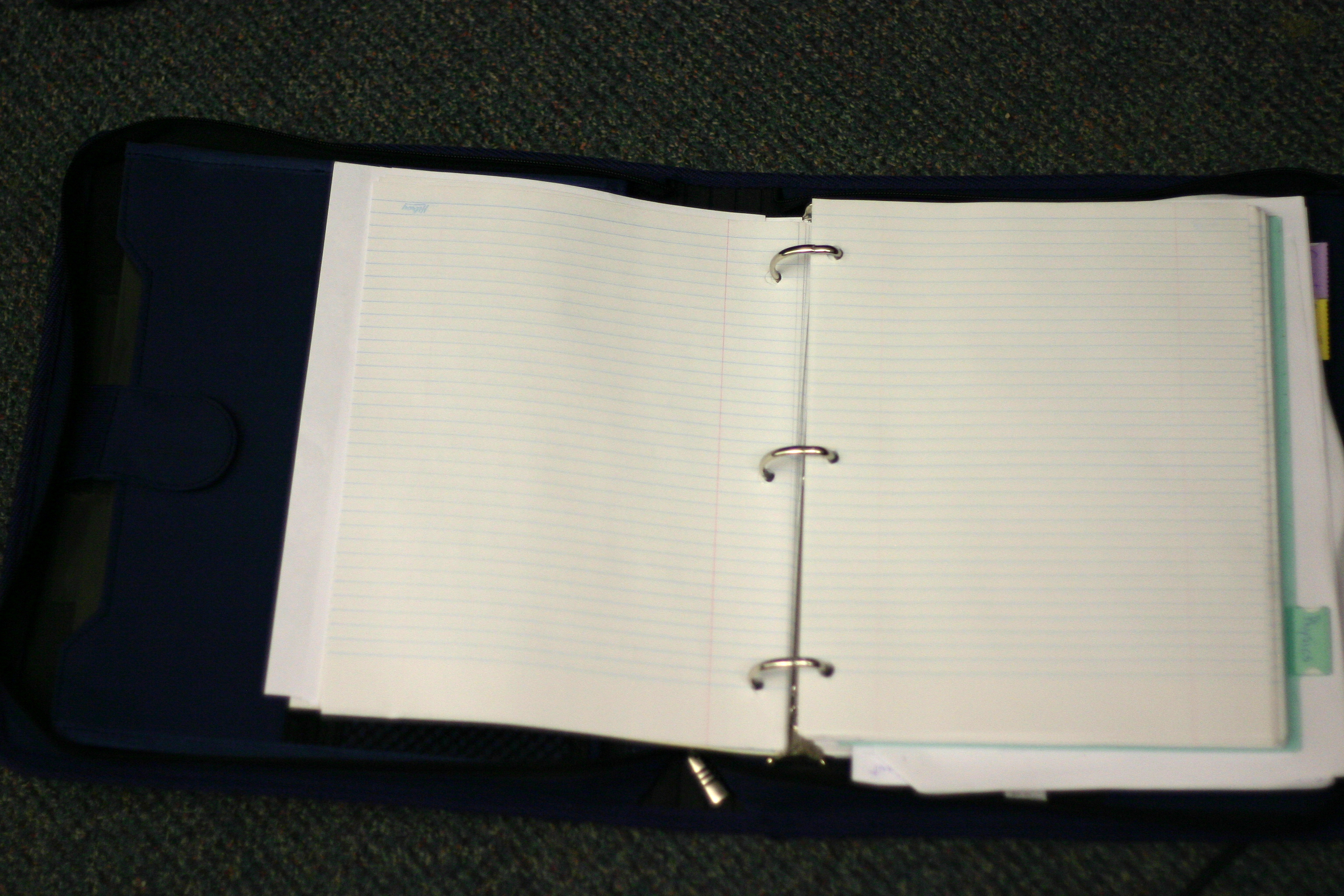
3穴バインダー、開いた状態
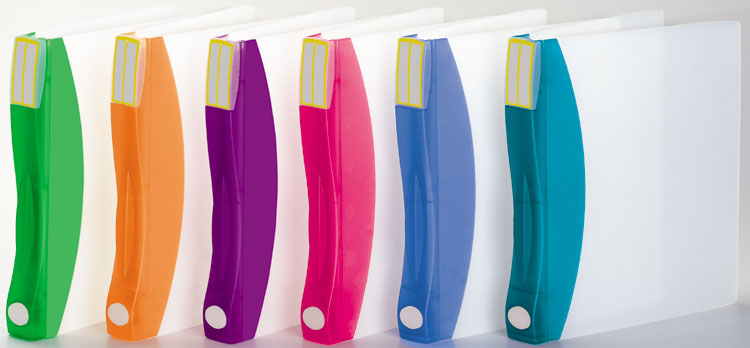
Storexの3穴バインダー、閉めた状態
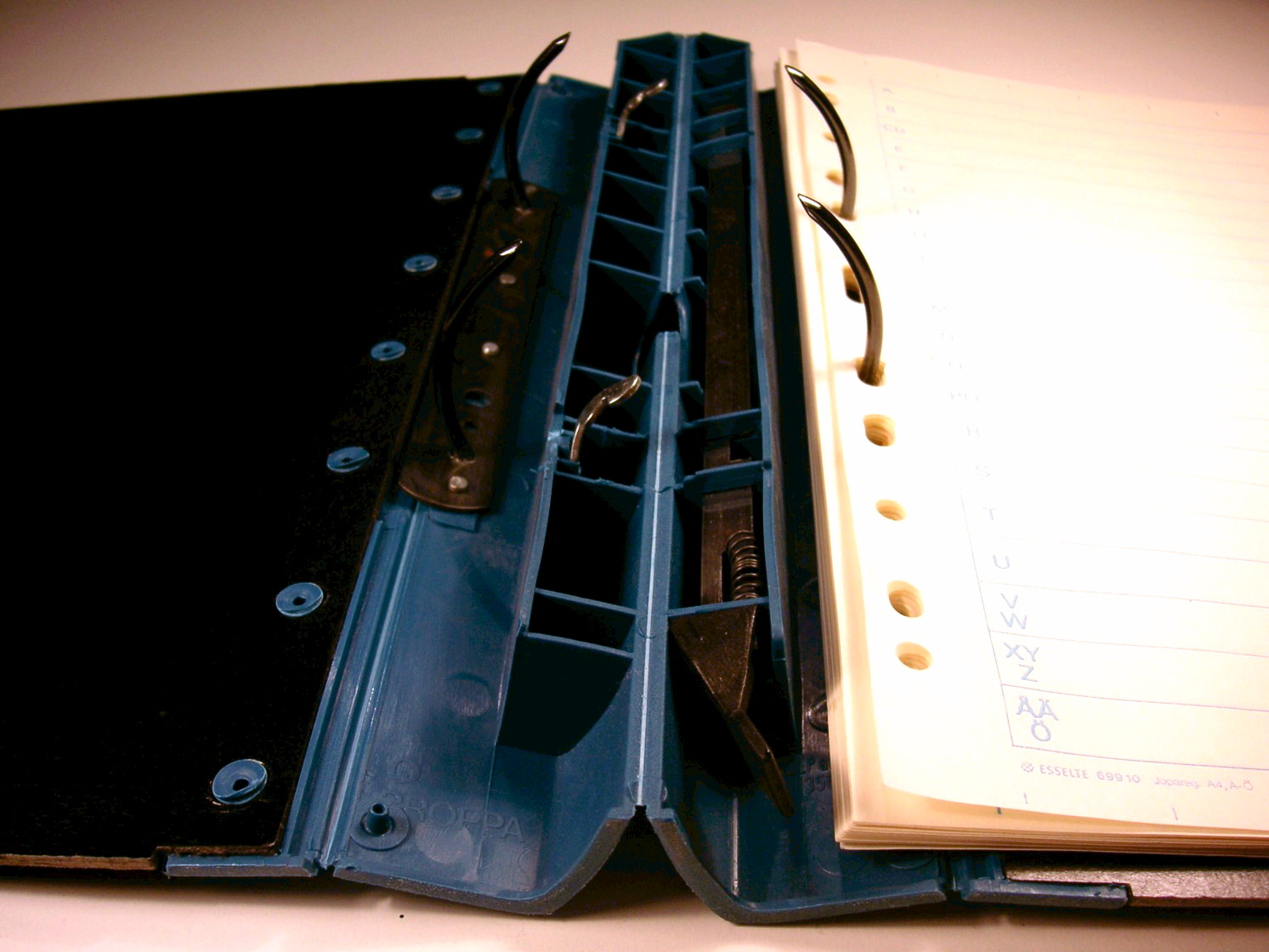
Tengwallの4穴"フォーク"バインダー、開いた状態